# تومي سيلفا
تومي سيلفا (بالإنجليزية: Tommy Silva)‏ هو لاعب كرة قدم أمريكي، ولد في 21 فبراير 2002 في توسان في الولايات المتحدة.